# Medrano (metropolitana di Buenos Aires)
Medrano è una stazione della linea B della metropolitana di Buenos Aires. È situata sotto l'incrocio tra avenida Corrientes e avenida Medrano, nel barrio di Almagro.

## Storia
La stazione fu aperta al traffico il 17 ottobre 1930.